# 長台関楚簡
長台関楚簡（ちょうだいかんそかん）は、中国河南省信陽市平橋区の長台関一号楚墓で発見された戦国時代楚の竹簡。1957年8月に出土した。

## 概要
この竹簡は全148枚で、製作時期はおおよそ戦国時代中期である。内容から判断すると、この竹簡は2つのグループに分けることができる。第一のグループは119枚で、出土したときに踏まれたために、全て破損してしまい、僅か470字前後が残っている。内容は故人の申徒狄の生前の事跡を頌える短い詩歌で、おそらくは『墨子』の逸文である。
第二のグループは29枚で、比較的完全に近い形で残っている。ただし、1行の墨書であるため、かなり薄くなってしまっており、確認できるのは957文字である。内容は遣策（副葬品のリスト）である。郭店楚簡と上博楚簡が発見されるまでは、長台関楚簡が現存する唯一の戦国時代の竹簡であり、「最古の戦国竹書」と呼ばれていた。
1986年に中国文物出版社が『信陽楚墓』を出版した。同書ではこの竹簡の図版と釈文が詳らかに紹介されている。